# リアルライフスーパーヒーロー

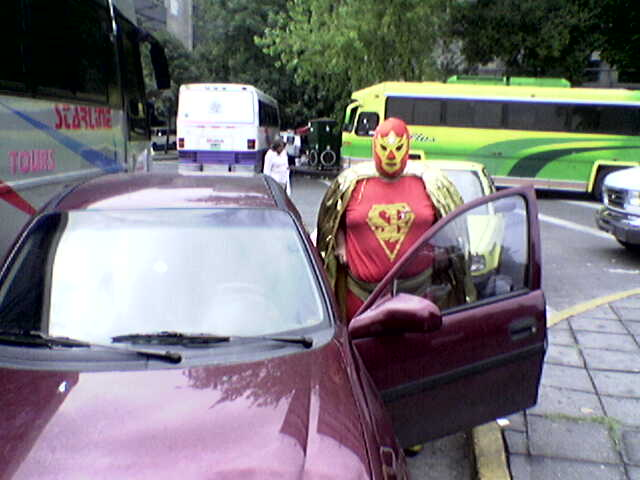
メキシコ人リアルライフスーパーヒーロー、スーパーバリオ・ゴメス。

リアルライフスーパーヒーロー（英語: real-life superhero、略称: RLSH)、スーパーヒーローの覆面やコスチュームを身にまとい、地域社会への奉仕活動や稀に自警行為を行う人の総称。
活動の初期の例は1990年代から報告されている。例えばメキシコシティのスーパーバリオ・ゴメスは赤いタイツと赤と黄色のルチャリブレのマスクを身に着け、家族が追い出されるのを防ぐために労働組合を結成し、抵抗し、請願書を提出した。リアルライフスーパーヒーローのコミュニティがオンラインのサブカルチャーの意味で形成されたのは2000年代半ばからとなっている。

## 諸国での認知と活動

### 米国
1980年のナイトライダーなる人物の著書『スーパーヒーローのなり方（How To Be A Superhero）』という本がコンセプトの起源とされる。その数年後にニューオーリンズに出現した「マスター・レジェンド」がリアルライフスーパーヒーローの第1号といわれている。
2001年のアメリカ同時多発テロ事件をきっかけにリアルライフスーパーヒーローの数は増えたが、さらに『ウォッチメン』や『キック・アス』などコミックやその映画化もリアルライフスーパーヒーローの数が増えるきっかけになったといわれている。
2011年9月時点で全米には「フェニックス・ジョーンズ」「DC's ガーディアン」「レイザーホーク」など少なくとも200人のリアルライフスーパーヒーローがいるとされる。シアトルには「フェニックス・ジョーンズ」というリアルライフスーパーヒーローによる自警団もある。

### 日本
日本ではリアルライフヒーローとも称され、全国各地でごみ拾いや荷物運びの手伝いといったボランティア活動を行っている。ローカルヒーローについて研究している城西大学准教授の石井龍太はリアルライフヒーローをローカルヒーローの別称として捉えている。ゴミ拾いにおいては日本各地での広がりがあることが認められ、2020年の「コスプレ de 海ごみゼロアワード」において「全国に広がるリアルライフヒーロー達の活躍」が古谷賞を受賞した。
2013年頃、東京メトロ方南町駅に市販の戦隊ヒーロー風の衣装でベビーカーおろすんジャーと名乗る、エレベーターの無い駅階段でベビーカーや重い荷物を運ぶリアルライフスーパーヒーローが現れた。この模様は日本国内外のメディアにて取り上げられた。当駅には2019年にエレベーターが設置されたものの、その後も今までと変わらない活動やイベント開催などを続けている。
渋谷でのハロウィンイベントにてゴミが放置されている様子を受けて、2018年からリアルライフヒーローチーム「NEXUS FOREVER」が活動する様子が取り上げられた。ユニットの代表であるスカルラウザーは、警察ともお互い認知しあう関係になっているとインタビューで述べている。

## 受容
『グローブ・アンド・メール』の記事は、警察が自警団としてリアルライフスーパーヒーローを称する人々の安全を心配しており、警察の仕事において邪魔や足手まといになると述べた 。